# The Wizard of Gore
The Wizard of Gore – amerykański horror w reżyserii Herschella Gordona Lewisa z 1970 roku.
W 2007 film doczekał się remake'u pod tym samym tytułem.

## Fabuła
Młoda prezenterka telewizyjna i jej chłopak oglądają przedstawienie, podczas którego magik Montag zabija na scenie ochotniczkę z widowni. Jest to jednak iluzja. Cała i zdrowa kobieta wraca z powrotem na widownię, jednak wkrótce po zakończeniu przedstawienia ginie z rąk nieznanego sprawcy. Po śmierci kolejnych kobiet, które wzięły udział w pokazie magika do akcji wkracza policja. Rozpoczynają się próby odkrycia tożsamości mordercy.